# Bernard-René de Launay
Bernard-René Jourdan de Launay, född 8 eller 9 april 1740 på Bastiljen, död 14 juli 1789 vid Place de Grève, var en fransk militär och Bastiljens sista guvernör. Han var befälhavare över fästningens garnison när Bastiljen stormades av revolutionärer.

## Biografi

### Tidigt liv och guvernörskap
Bernard-René Jourdan föddes under natten mellan 8 och 9 april 1740 på försvarsfästningen Bastiljen i Paris, där fadern René Jourdan de Launay var guvernör. Vid åtta års ålder förordnades han till Kungens musketörer (franska: Mousquetaires du Roi) för hederstjänstgöring. Därefter gick de Launay med i det Franska gardet (franska: Gardes françaises), ett regemente permanent stationerat i Paris.
I oktober 1776 efterträdde han Antoine-Joseph de Jumilhac som Bastiljens guvernör. Som med många andra betydande befattningar under "det gamla styret", köpte de Launay guvernörsämbetet för 300 000 livre (motsvarar ungefär 21 700 000 kr i dagens valutakurs) av sin företrädare som en form av investering. De tretton åren som guvernör var en händelsefattig period, men enligt uppgifter misslyckades han den 19 december 1778 med att skjuta salut för kung Ludvig XVI:s dotters födelse. I augusti 1785 fick de Launay ansvaret för fängslandet av halsbandsaffärens två främsta personer, kardinal Louis de Rohan och bedragaren Jeanne de la Motte. Han behandlade båda med hänsynsfullhet, trots Jeannes motsträviga beteende.
Bernard-René var markis av Launay (franska: Marquis de Launay) och, fram till 1777, herre av Bretonnière (franska: Seigneur de la Bretonnière). Han ägde och hyrde ut ett antal hus på Rue Saint-Antoine, en angränsande gata vid Bastiljen.

### Stormningen av Bastiljen
Bastiljens permanenta garnison under de Launays befäl bestod av cirka 82 "invalider" (franska: invalides), åldriga eller sjuka soldater som inte ansågs lämpliga för reguljär militärtjänst. Den 12 juli 1789 ankom förstärkningar på 32 schweiziska grenadjärer från Salis-Samade regemente (franska: Régiment de Salis-Samade).

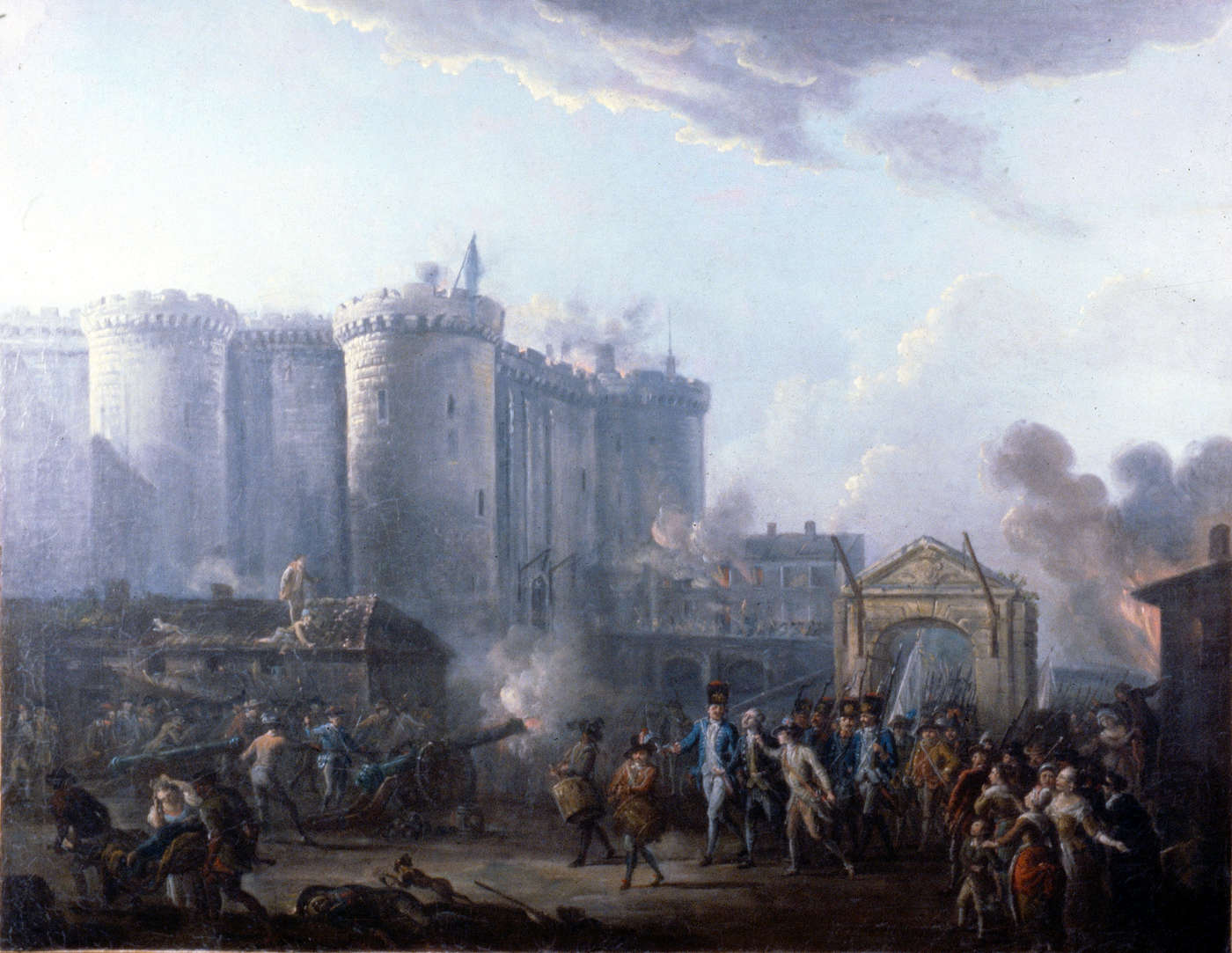
Oljemålning av Jean-Baptiste Lallemand från 1790 föreställande de Launays arrestering under stormningen av Bastiljen, som idag finns på Franska revolutionen-museet i Vizille, 15 km söder om Grenoble.

Till skillnad från Charles François de Virot, guvernören för Hôtel des Invalides, som tidigare samma dag accepterade revolutionärernas krav; vägrade de Launay att lämna över fästningen och dess vapen och krut. Han lovade att inte öppna eld såvida han inte blev attackerad och försökte förhandla med två delegater från Hôtel de Ville. En del av den otåliga folkmassan började ta sig in på fästningens yttre borggård, efter att en liten grupp brutit sönder vindbryggans kedjor. Efter att ha ropat varningar öppnade garnisonen eld, dock okänt om det var på de Launays order, vilket revolutionärerna tolkade som förräderi. Striderna som följde varande i ungefär fyra timmar, resulterade i omkring 100 dödsoffer bland angriparna respektive en död och tre skadade bland försvararna. Utan vatten och begränsad livsmedelsförsörjning, beslutade de Launay att kapitulera under förutsättning att ingen i fästningen skulle skadas. Genom en öppning i vindbryggan överlämnades en notis där han hotade med att spränga hela fästningen och angränsande området i luften om hans villkor avvisades. Villkoren avvisades men de Launay kapitulerade ändå, enligt uppgifter om att garnisonen hindrat honom från att gå ner till källarna där krutet förvarades. Vid 17:00-tiden upphörde skottlossningen från fästningen och vindbryggan sänktes plötsligt.
De Launay arresterades och hans svärd och batong beslagtogs. Han skulle ha förts till Hôtel de Ville av soldaten Pierre-Augustin Hulin (framtida generallöjtnant under Napoleon), en av upprorets ledare. Men den rasande folkmassan överföll guvernören genom att slå och sticka honom upprepade gånger med knivar, svärd och bajonetter samt sköt honom en gång, skador som de Launay småningom avled av. Dödandet rapporterades ha ägt rum nära Hôtel de Ville när de Launay, desperat kämpade emot, utropande "Det räcker, låt mig dö!", och sparkade den arbetslösa kocken Desnot i ljumsken. Efter de Launays död sågade slaktaren Mathieu Jouve Jourdan av hans huvud, som sattes på en påle för att uppvisas på gatorna innan huvudet slängdes i floden Seine nästa dag. Tre officerare från Bastiljens permanenta garnison och två veteraner blev också lynchade.